# Arquidiocese de Cuiabá

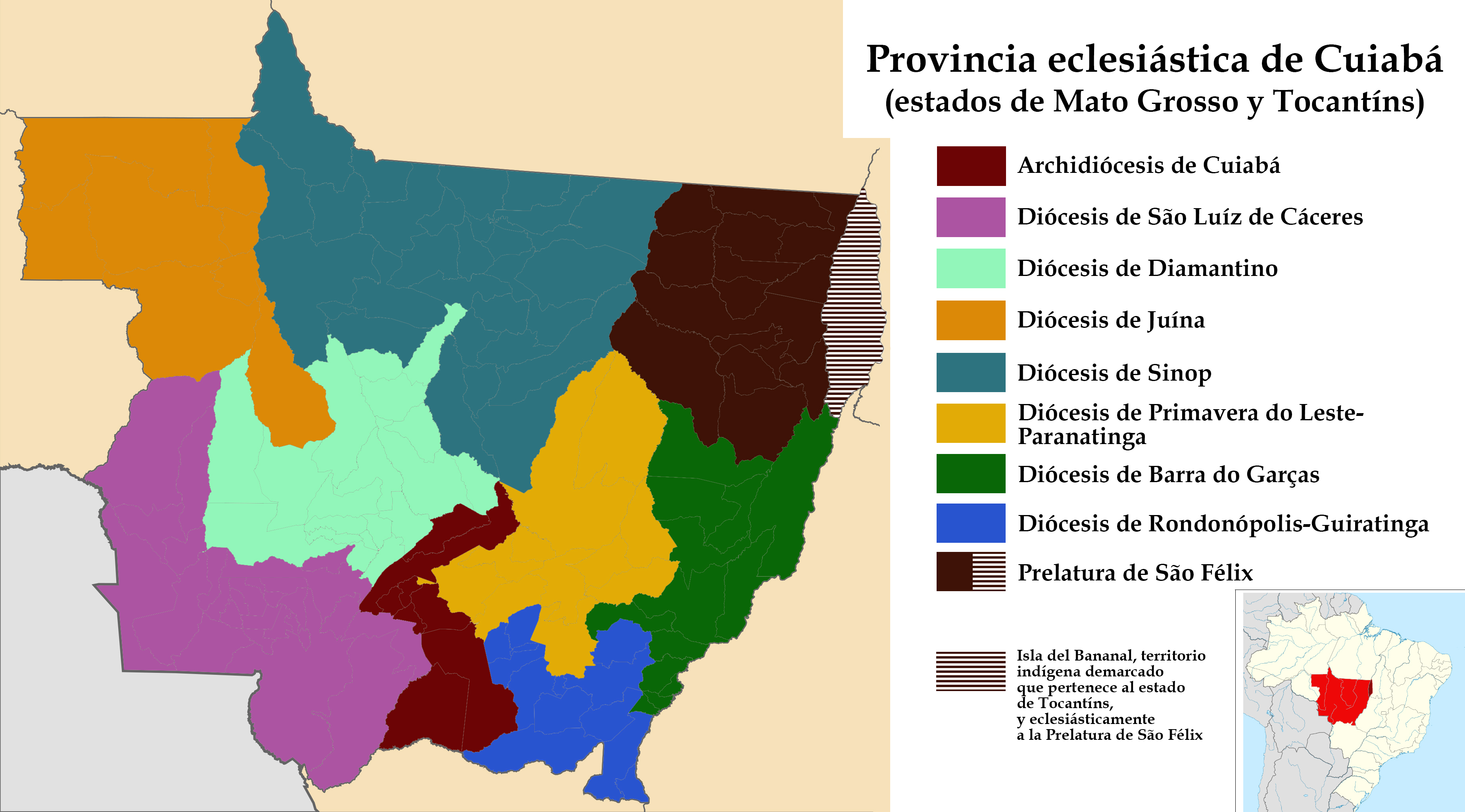
Província Eclesiástica de Cuiabá.

A Arquidiocese de Cuiabá (Archidioecesis Cuiabensis) é uma circunscrição eclesiástica da Igreja Católica no estado de Mato Grosso.

## Bispos e arcebispos
|                        | Nome                                    | Período    | Notas                      |
| Arcebispos             | Arcebispos                              | Arcebispos | Arcebispos                 |
| ---------------------- | --------------------------------------- | ---------- | -------------------------- |
| 6º                     | Mário Antônio da Silva                  | 2022-      | Atual                      |
| 5º                     | Mílton Antônio dos Santos, S.D.B.       | 2004-2022  | Arcebispo emérito          |
| 4º                     | Bonifácio Piccinini, S.D.B.             | 1981-2004  |                            |
| 3º                     | Orlando Chaves, S.D.B.                  | 1956-1981  |                            |
| 2º                     | Francisco de Aquino Correia, S.D.B.     | 1921-1956  |                            |
| 1º                     | Carlos Luís d'Amour                     | 1877-1921  |                            |
| Bispos                 |                                         |            |                            |
| 4°                     | José Antônio dos Reis                   | 1832-1876  |                            |
| 3°                     | José Maria de Macerata, O.F.M.Cap.      | 1823-1831  |                            |
| 2°                     | Luís de Castro Pereira, CSJ             | 1804-1822  |                            |
| 1°                     | José Nicolau de Azevedo Coutinho Gentil | 1782-1788  | Nomeado bispo de Goiás     |
| Bispo coadjutor        |                                         |            |                            |
|                        | Cyrillo de Paula Freitas                | 1905-1911  | Nomeado bispo de Corumbá   |
| Arcebispos coadjutores |                                         |            |                            |
|                        | Mílton Antônio dos Santos, S.D.B.       | 2003-2004  |                            |
|                        | Bonifácio Piccinini, S.D.B.             | 1975-1981  |                            |
| Bispos auxiliares      |                                         |            |                            |
|                        | Francisco de Aquino Correia, S.D.B.     | 1914-1921  | Elevado a arcebispo        |
|                        | Antônio Campelo de Aragão, S.D.B.       | 1950-1956  | Nomeado bispo de Petrolina |